# Крістофер Хекон
Крістофер Дерон Хекон (14 лютого 1970 , Манчестер, Ланкашир )(англ. Christopher Derec Hacon) — британський математик, італійсько-американського походження. Професор математики в Університеті Юти, займається вивченням алгебраїчної геометрії.
Хекон народився у Манчестері, його дитинство пройшло в Італії там він навчався у Вищій нормальній школі (Піза) ((ступінь бакалавра в 1992 році), після закінчення школи вступив до Каліфорнійського університету в Лос-Анджелесі. В 1998 році захистив докторську дисертацію у Каліфорнійському університеті, під керівництвом  Роберта Лазарсфельда.

## Нагороди та визнання
- 2003: стипендія Слоуна[en]
- 2007: дослідницька нагорода Клея, (спільно з Джеймсом Маккернаном), за роботу з «біраціональної геометрії алгебраїчних різновидів у розмірності більше трьох, зокрема, за індуктивний доказ існування переворотів»[8];
- 2009: премія Коула[9];
- 2010: лектор на Міжнародному конгресі математиків у Хайдерабад, з доповіддю на тему «Алгебраїчна геометрія»[10];
- 2011: премія Антоніо Фельтрінеллі, Національна академія деї Лінчеї;
- 2012: пленарна лекція на Європейському конгресі математиків (ECM) у Кракові (Класифікація алгебраїчних різновидів);
- 2012: член Американського математичного товариства;
- 2012: премія Американського математичного товариства[11];
- 2012: премія Фонду Сімонса[en] [12];
- 2015: премія Мура від Математичного товариства[13];
- 2017: член Американської академії мистецтв і наук[14];
- 2018: премія за прорив у математиці (разом з Джеймс Маккернан)[15];
- 2018: член Національної академії наук США;
- 2019: член Лондонського королівського товариства.[16].